# Guerna
Il Guerna è un torrente della provincia di Bergamo. Nasce nella catena del Monte Foppa, al colletto, ad un'altitudine di 1275 metri s.l.m. e confluisce dopo 13 km di percorso nel fiume Oglio in loc. Fosio (Sarnico). Attraversa i comuni di Adrara San Rocco, Adrara San Martino, Viadanica, Villongo e Sarnico. Il Guerna ha una larghezza media che varia dai 2 ai 7-8 metri. La profondità media è di 20–40 cm, escluso le buche. La portata media alla foce è di circa 0,8 m³/s, ma non è mai costante; infatti in estate nei mesi più caldi, quando il torrente è in magra e in inverno, la portata può sfiorare minimi idrometrici di 0,2 m³/s. Al contrario in primavera e in autunno il torrente ha una copiosa portata, circa 1 - 1,2 m³/s, e nelle piene regolari può sfiorare valori di 25–30 m³/s, e valori di oltre 40 m³/s nelle piene secolari, come quella nel giugno del 2007, dove, dopo diversi giorni di pioggia insistente, la portata è salita fino a 30 m³\s nel paese di Adrara S. Rocco dove ha rotto gli argini, senza però fuoriuscirne, e 45–50 m³/s alla confluenza con l'Oglio. La fauna ittica è composta da trote fario, scazzoni e sporadiche trote iridee.